# Pfarrkirche Totzenbach

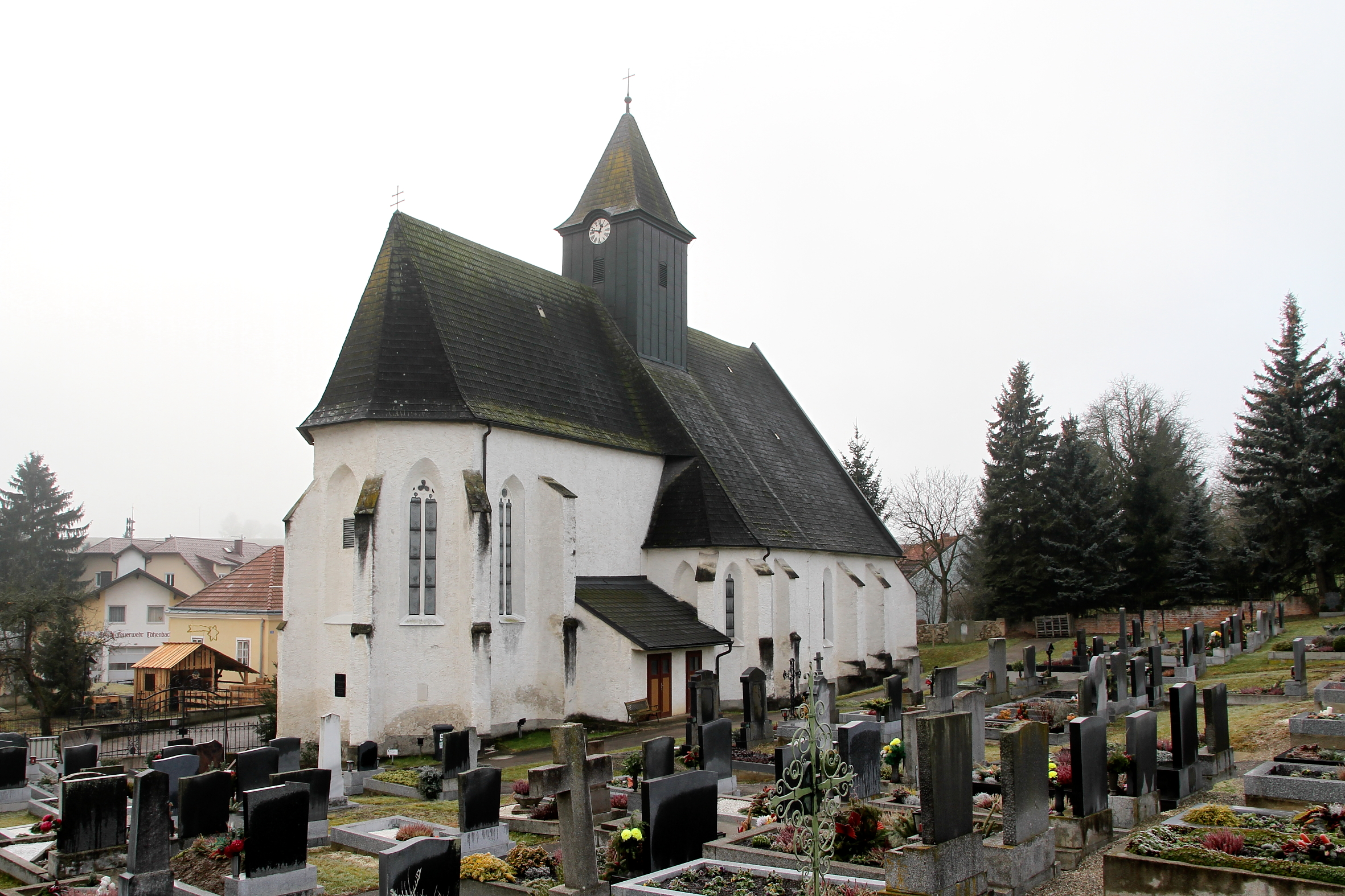
Katholische Pfarrkirche Allerheiligen in Totzenbach mit Friedhof

Die Pfarrkirche Totzenbach steht westlich im Ort Totzenbach in der Marktgemeinde Kirchstetten im Bezirk St. Pölten-Land in Niederösterreich. Die dem Patrozinium Allerheiligen unterstellte römisch-katholische Pfarrkirche gehört zum Dekanat Neulengbach in der Diözese St. Pölten. Die Kirche und der Friedhof stehen unter Denkmalschutz (Listeneintrag).

## Geschichte
Der gotische Kirchenbau wurde im dritten Drittel des 14. Jahrhunderts erbaut. 1374 wurde mit Hans von Totzenbach eine Pfarre gegründet. 1683 wurde im Türkenkrieg der Chor teilweise zerstört und erhielt 1699 eine Flachdecke. Der Dachreiter erhielt 1756 ein Zeltdach. Der südliche Portalvorbau und der Sakristeianbau entstanden im 18. Jahrhundert. 1901 war eine Renovierung. 1981/1982 war eine Restaurierung. 

## Architektur
Das gestaffelte Langhaus und der Langchor sind einheitlich gotisch. Das Langhaus zeigt sich mit Strebepfeilern unter einem hohen einheitlichen Satteldach. Die glatte Westfront hat mittig einen Strebepfeiler. Der zentral aufgesetzte quadratische Dachreiter unter einem Zeltdach ist mit Kupfer verkleidet. Die niedrigen Seitenschiffe haben Chöre, welche auf der Höhe des Triumphbogens polygonal schließen. Der Langchor mit polygonalem Schluss hat die gleiche Firsthöhe wie das Langhaus und eine höhere Traufe als das Langhaus und zeigt zweibahnige Spitzbogenfenster mit einem Kreis- und Dreipassmaßwerk, welches später übergangen wurde. Das Kriegerdenkmal aus 1957 für die Gefallenen beider Weltkriege steht am Chor.
Das Langhausinnere zeigt sich als dreischiffige Staffelhalle, das vierjochige Mittelschiff hat ein Kreuzrippengewölbe auf polygonalen Wandvorlagen, die zweiachsige Westempore im Mittelschiff ist kreuzrippenunterwölbt und hat eine spätgotische Spindeltreppen um 1500 im Westjoch des südlichen Seitenschiffes. Das Mittelschiff ist mit niedrigen Spitzbögen zu den wesentlich niedrigeren und schmäleren Seitenschiffen geöffnet. Die dreijochigen Seitenschiffe sind kreuzrippengewölbt und haben nach einem einschnürenden Triumphbogen jeweils einen einjochigen Chor mit Fünfachtelschluss. Im südlichen Chorgewölbe gibt es vegetabile Schlusssteine mit dem reliefierten Wappenschild der Totzenbacher. Der Hauptchor erhielt nach der Zerstörung des Gewölbes (1683) eine Flachdecke (1699). Südlich im Chor ist eine gotische Sitznische mit Blendmaßwerk mit einem Rund- und Kleeblattbogenfries am segmentbogigen Sturz, gegenüber ist eine gotische spitzbogige Sakramentsnische mit Blendfilialen und dem originalen Rosettengitter sowie eine weitere freigelegte Nische und eine vermauerte Spitzbogenöffnung.
Im Portalvorbau ist eine Steinrelief Vierzehn Nothelfer mit dem Stifterpaar David Trauttmansdorff und dessen erste Frau Barbara Zenger von Schneeberg mit einer ehemaligen Predella um 1520 teils fragmentiert und 1929 eingemauert sowie das Steinrelief Ölberggruppe aus dem Ende des 15. Jahrhunderts.
Die Deckengemälde 14 Nothelfer im Chor malte Josef Pitza (1953). Die ornamentale Glasmalerei ist aus 1889.

## Ausstattung
Der Hochaltar ist ein Säulenretabel aus dem Anfang des 18. Jahrhunderts, er zeigt das Hochaltarbild Maria und Allerheiligen, das Oberbild Trinität, und trägt die Statuen Peter und Paul, die Statuen stand ursprünglich auf den Opfergangsportalen, welche abgebrochen wurden. Der linke Seitenaltar trägt auf dem Altartisch eine Kreuzigungsgruppe aus der ersten Hälfte des 18. Jahrhunderts. Der rechte Seitenaltar mit einem schlichten Tischaufbau und einem Adikulaaufsatz wurde von Franz Friedl (1948) umgebaut und trägt eine Kopie der Altöttinger Marienstatue aus der Mitte des 18. Jahrhunderts.
Die Hängekanzel mit Schalldeckel entstand in der Mitte des 18. Jahrhunderts und zeigt ein Brüstungsbild Vier Evangelisten aus dem 19. Jahrhundert. Der massige oktogonale Taufstein ist aus dem Ende des 14. Jahrhunderts.
Die Orgel baute 1875 Franz Meinl. Drei Glocken goss Josef Pfundner (1950).